# Neptis lyria
Neptis lyria är en fjärilsart som beskrevs av Hans Fruhstorfer 1908. Neptis lyria ingår i släktet Neptis och familjen praktfjärilar. Inga underarter finns listade i Catalogue of Life.